# Acheron River
Acheron River är ett vattendrag i Australien. Det ligger i delstaten Victoria, omkring 92 kilometer nordost om delstatshuvudstaden Melbourne.
Trakten runt Acheron River består till största delen av jordbruksmark. Runt Acheron River är det mycket glesbefolkat, med 3 invånare per kvadratkilometer. Genomsnittlig årsnederbörd är 1 356 millimeter. Den regnigaste månaden är juli, med i genomsnitt 153 mm nederbörd, och den torraste är januari, med 55 mm nederbörd.